# Ad. Faxe & Söner
Ad. Faxe & Söner var ett svenskt familjeföretag i Malmö, verksamt inom handel med vin och sprit.
Firman grundades 1840 av Adolf Faxe, tillhörig en gren av släkten Faxe vilken sedan 1700-talet hade varit verksam inom Malmös näringsliv. Firmanamnet var ursprungligen endast Firma Adolf Faxe, men då Adolf Faxes båda söner Cornelius och Lorens Faxe inträdde i firman 1876 ändrades namnet i enlighet härmed. Cornelius Faxes son Gunnar Faxe var tänkt att på sikt övertaga familjeföretaget och hade redan praktiserat vid ett antal stora vinfirmor i Europa innan han bestämde sig för att i stället satsa på en helt annan bransch och produkt: acetylengas. 1906 grundade han firma G.C. Faxe, vilken sedermera blev Alfax och i dag utgör den svenska delen av den franska gaskoncernen Air Liquide.
Firma Ad. Faxe & Söner kom att utveckla sig till Sydsveriges ledande vinimportfirma och hade även lager eller kontor i Stockholm, Köpenhamn och Lübeck. Man var bland annat känd för sitt sortiment av lagrade Bordeauxviner men även för sin punsch, vilken officiellt hette "Faxes Gamla", men då den tappades på svarta flaskor kom att bli känd i folkmun som "Faxes svarta". Smeknamnet gav i lundensiska studentkretsar upphov till en ramsa som lydde "Gula faror finnes två / Faxes svarta, Grönstedts blå".
I och med Brattsystemets införande kunde Ad. Faxe & Söner inte fortsätta med sin basverksamhet och den 9 juni 1918 såldes firman till AB Vin & Spritcentralen.